# 搖·籃·曲 ～讓我溫柔地抱著你
《搖·籃·曲 ～讓我溫柔地抱著你》（日语：ら·ら·ば·い ～優しく抱かせて）是日本女歌手本田美奈子的第20張單曲。1995年5月10日由Mercury（環球音樂）發行。

## 解說
同名標題曲「搖·籃·曲 ～讓我溫柔地抱著你」曾被讀賣電視台製作、日本電視台播出的電視動畫《魔法騎士雷阿斯 (第2期)》選為片尾主題曲使用。至於B面歌曲「歌for you」有重新錄製。

## 收錄歌曲
所有歌曲由MIO作曲，富田素弘編曲。
1. 搖·籃·曲 ～讓我溫柔地抱著你 [5:12]
  - 作詞：有森聰美（日语：有森聡美）
  - 讀賣電視台製作、日本電視台播出電視動畫《魔法騎士雷阿斯 (第2期)》片尾主題曲
2. 歌for you [3:53]
  - 作詞：本田美奈子
3. 搖·籃·曲 ～讓我溫柔地抱著你（Instrumental） [5:13]

## 收錄專輯
- 晴 時 多雲（日语：晴れ ときどき くもり）（#1[1]、#2，1995年6月25日發行）
- 魔法騎士雷阿斯 Original Soundtrack BEST 光·海·風（日语：魔法騎士レイアース オリジナルサウンドトラック）（#1[2]，1995年7月15日發行）
- 魔法騎士雷阿斯 Best Song Book（日语：魔法騎士レイアース Best Song Book）（#1，1997年1月10日發行）
- LIFE（日语：LIFE (本田美奈子.のアルバム)）（#1、#2，2005年5月21日發行）
- ANGEL VOICE ～本田美奈子.紀念精選～（日语：ANGEL VOICE 〜本田美奈子.メモリアル・ベスト〜）（#2，2007年4月18日發行）